# Эвенепул, Ремко
Ре́мко Э́венепул (нидерл. Remco Evenepoel; род. 25 января 2000, Алст, Фламандский регион) — бельгийский шоссейный велогонщик. Двукратный олимпийский чемпион, двукратный чемпион мира.

## Карьера
Начал свою спортивную карьеру в качестве футболиста. В возрасте пяти лет присоединился к бельгийскому «Андерлехту». Когда ему было одиннадцать лет, перешёл в молодежную академию нидерландского ПСВ Эйндховен, но в возрасте четырнадцати лет снова вернулся в «Андерлехт». Успел сыграть за сборную Бельгии в возрастной категории U15 и U16.
После ряда неудач и разочарований в 2017 году перешёл в велоспорт в котором выступал его отец, Патрик Эвенепул. В апреле дебютировал в своей первой гонке, а через два месяца одерживает свою первую победу.
В июле 2018 года одержал победы в индивидуальной и групповой гонках на Чемпионате Европы среди юниоров. Спустя четыре дня подписывает профессиональный контракт с командой Quick-Step Floors на два года. В сентябре в той же возрастной категории становится чемпионом мира в индивидуальной и групповой гонках.
В начале августа 2019 года одержал первую победу на гонке Мирового тура UCI — Классике Сан-Себастьяна.
В 2024 году на Олимпийских играх в Париже выиграл золотые награды в индивидуальной гонке и в групповой гонке.

## Достижения
2017
1-й — Этап 2В Aubel-Thimister-Stavelot (юниоры)
1-й — Route des Géants (юниоры)
1-й — La Philippe Gilbert Juniors (юниоры)
2018
1-й  Чемпион мира — Групповая гонка (юниоры)
1-й  Чемпион мира — Индивидуальная гонка (юниоры)
1-й  Чемпион Европы — Групповая гонка (юниоры)
1-й  Чемпион Европы — Индивидуальная гонка (юниоры)
1-й  Чемпион Бельгии — Групповая гонка (юниоры)
1-й  Чемпион Бельгии — Индивидуальная гонка (юниоры)
1-й Кюрне — Брюссель — Кюрне (юниоры)
1-й Классика Гвидо Рейбрука (юниоры)
1-й — Этап 3 Ster van Zuid-Limburg (юниоры)
1-й  Велогонка Мира (юниоры) — Генеральная классификация
1-й  — Очковая классификация
1-й  — Горная классификация
1-й — Этапы 2 (ИГ) и 4
1-й Trophée Centre Morbihan (юниоры) — Генеральная классификация
1-й  — Горная классификация
1-й — Этап 1
1-й Гран-при Генерала Паттона (юниоры) — Генеральная классификация
1-й  — Очковая классификация
1-й  — Горная классификация
1-й — Этапы 1 и 2
1-й Aubel-Thimister-Stavelot (юниоры) — Генеральная классификация
1-й  — Очковая классификация
1-й  — Горная классификация
1-й — Этап 3
1-й  Giro della Lunigiana (юниоры) — Генеральная классификация
1-й  — Очковая классификация
1-й  — Горная классификация
1-й — Этапы 1, 2 и 4
2019
1-й  Чемпион Европы — Индивидуальная гонка
1-й  Тур Бельгии — Генеральная классификация
1-й  — Очковая классификация
1-й — Этап 2
1-й Классика Сан-Себастьяна
2-й  Чемпионат мира — Индивидуальная гонка
3-й Чемпионат Бельгии — Индивидуальная гонка
4-й Тур Турции — Генеральная классификация
8-й Адриатика - Ионика — Генеральная классификация
1-й — Этап 3
9-й — Вуэльта Сан-Хуана
1-й  Молодёжная классификация
2020
1-й  Вуэльта Сан-Хуана — Генеральная классификация
1-й  Молодёжная классификация
1-й — Этап 3 (ИГ)
Волта Алгарви
Генеральная классификация
Молодёжная классификация
Этапы 2 и 5 (ITT)
Вуэльта Бургоса
Генеральная классификация
Молодёжная классификация
Этап 3
Тур Польши
Генеральная классификация
Этап 4
2021
2-й  Чемпионат Европы — Групповая гонка
3-й  Чемпионат Европы — Индивидуальная гонка
3-й  Чемпионат мира — Индивидуальная гонка
2022
Классика Сан-Себастьяна
Вуэльта Испании
Генеральная классификация
Молодёжная классификация
Этапы 10 (ITT) и 18
 Чемпионат мира — Групповая гонка
3-й  Чемпионат мира — Индивидуальная гонка
 Чемпион Бельгии — Индивидуальная гонка
Волта Алгарви
Генеральная классификация
Молодёжная классификация
Этап 4 (ITT)
Льеж — Бастонь — Льеж
2023
 Чемпионат мира — Индивидуальная гонка
 Чемпион Бельгии — Групповая гонка
Тур ОАЭ
Генеральная классификация
Молодёжная классификация
Этап 2 (TTT)
Вуэльта Испании
Горная классификация
Этапы 3, 14 и 18
Льеж — Бастонь — Льеж
Классика Сан-Себастьяна
Джиро д’Италия
Этапы 1 (ITT) и 9 (ITT)
2024
Волта Алгарви
Генеральная классификация
Этап 4 (ITT)
Париж — Ницца
2-й Генеральная классификация
Очковая классификация
Горная классификация
Этап 8
Тур де Франс
3-й Генеральная классификация
Молодёжная классификация
Этап 7 (ITT)
Этап 4 (ITT) Критериум Дофине